# Ельза Бесков
Ельза Бесков (швед. Elsa Beskow), до шлюбу Маартман (швед. Maartman; 11 лютого 1874 — 30 червня 1953) — шведська дитяча письменниця та ілюстраторка дитячих книжок (у тому числі власних).
Вивчала мистецтвознавство на факультеті мистецтв Університету-коледжу мистецтв, ремесел і дизайну (тоді носив назву «Технічна школа», Tekniska skolan) в Стокгольмі. 
В 1893 році одружилася з Натанаелем Бесковим. В шлюбі народила 6 дітей, серед яких був художник Бу Бесков.
На стиль творів Ельзи Бесков значно вплинули Захаріас Топеліус і Ганс Крістіан Андерсен. Книги, як написані, так і ілюстровані Ельзою Бесков, надзвичайно популярні в Швеції, постійно перевидаються. Один із залів в стокгольмському музеї Юнібаккен присвячений творам Ельзи Бесков.

## Примітка
1. 1 2  http://www2.ub.gu.se/kvinndata/portaler/rostratt/pdf/rostrattsfragan.pdf
2. ↑  Deutsche Nationalbibliothek Record #118176420 // Gemeinsame Normdatei — 2012—2016.
3. 1 2  Elsa Beskow
4. 1 2  Sveriges dödbok
5. ↑  Swedish Census 1880 — Riksarkivet.
6. ↑  Maria Magdalena kyrkoarkiv, Födelse- och dopböcker, huvudserie, SE/SSA/0012/C I a/17 (1872-1875), bildid: 00014963_00159
7. ↑  Digitale Bibliotheek voor de Nederlandse Letteren — 1999.
8. ↑  Bibliothèque nationale de France BNF: платформа відкритих даних — 2011.
9. ↑  http://finngraven.se/%28S%28ptznhzqcvnevuv55trgfa2qh%29%29/DisplayInfo.aspx?id=2002961 — FinnGraven.se.
10. ↑  artist list of the National Museum of Sweden — 2016.
11. ↑  http://web.archive.org/web/20170324041931/http://jeugdliteratuur.org/auteurs/elsa-beskow
12. ↑  LIBRIS — Королівська бібліотека Швеції, 2016.
13. 1 2 3  Чеська національна авторитетна база даних
14. ↑  https://www.dbnl.org/onzekinderboeken/jeugdlit_illustrator.php
15. 1 2 3 4  Elsa Beskow 1874-02-11 — 1953-06-30 Konstnär, författare, illustratör
16. ↑  Elsa Beskow (f. Maartman) — 1917.
17. ↑  1900 Sweden Census — Riksarkivet.
18. 1 2 3  Swedish Census 1910 — Riksarkivet.